# Habenaria ciliolaris
Habenaria ciliolaris är en orkidéart som beskrevs av Friedrich Fritz Wilhelm Ludwig Kraenzlin. Habenaria ciliolaris ingår i släktet Habenaria och familjen orkidéer. Inga underarter finns listade i Catalogue of Life.